# Julius Philipp Heintzmann

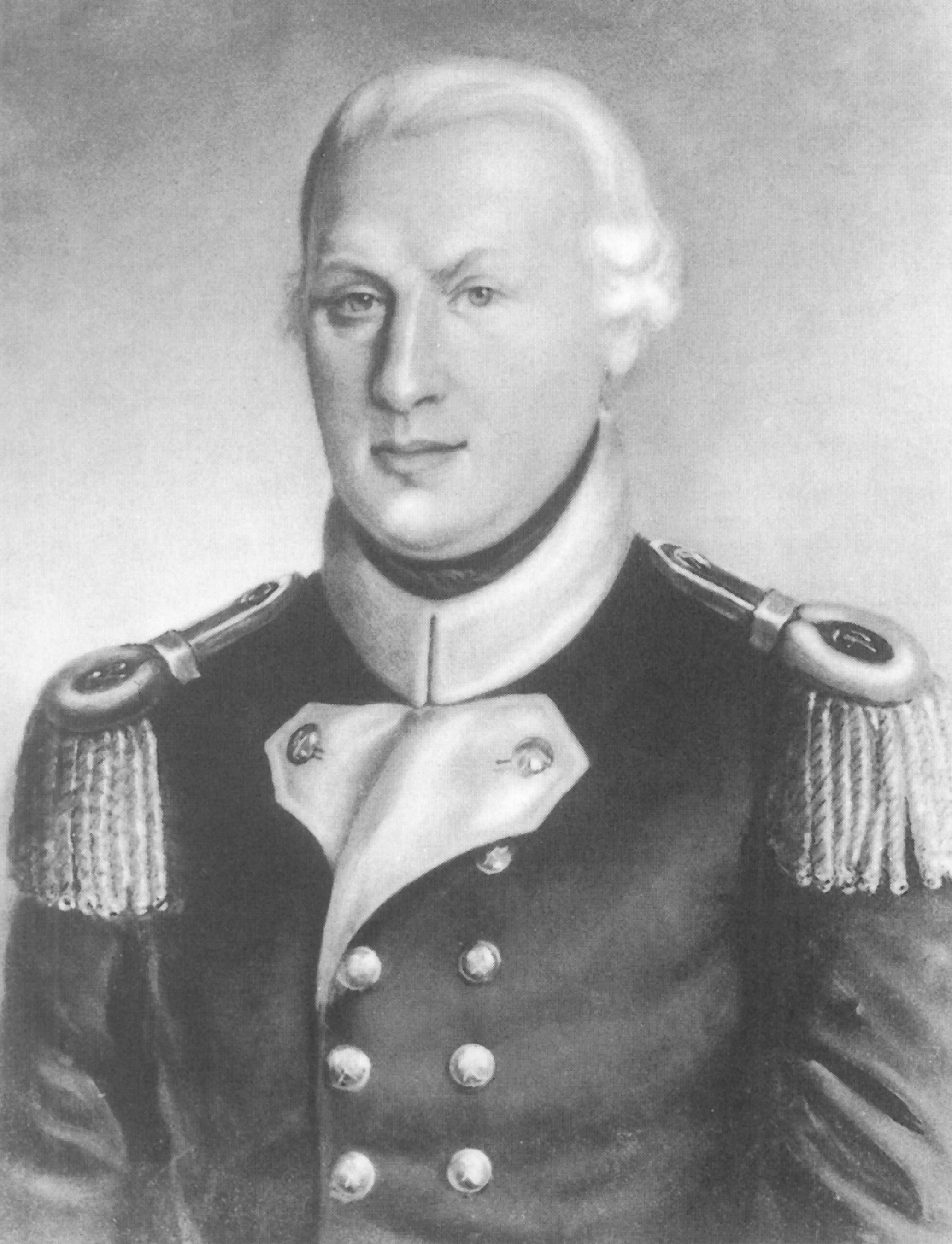
Philipp Heintzmann

Julius Philipp Heintzmann (* 29. September 1745 in Clausthal; † 17. November 1794 in Weile  bei Hattingen) war ein königlich-preußischer Bergrat.

## Leben
Er war der Sohn von Johann Friedrich Heintzmann, der als Bergmeister eine wichtige Rolle bei der Reform des Ruhrbergbaus zugewiesen bekam. 1771 wurde er ebenfalls zum Bergmeister, 1780 zum Oberbergmeister und 1791 zum Bergrat ernannt. Heintzmann besaß Anteile an 65 Gruben des märkischen Reviers. Gegen Ende des 18. Jahrhunderts galt er als größter Zechenbesitzer im Ruhrgebiet.
Er war mit Margarethe Dorothea Basse (geboren 17. August 1745, verstorben 16. April 1818 auf Haus Weile) verheiratet und hatte insgesamt 10 Kinder. Einer seiner Söhne, Heinrich Heintzmann, wurde auch Bergbeamter sowie Stadtrat der Stadt Essen. Julius Philipp Heintzmann verstarb auf Haus Weile.
Margarethe Dorothe Basse hat das Landgut Haus Weile von ihrer Großmutter Margarethe Elisabeth Bröckelmann / Severin geb. Märker geerbt.
Nach Heintzmann wurden die Zechen Julius-Philipp sowie Julius Philipp Erbstollen benannt. Auf den erhalten Malakowturm der ersten Zeche hat sich der Name übertragen. Nach der Familie sind auch die Heintzmannheide und die Heintzmannstraße in Bochum benannt.